# Josh Ryan Evans
Josh Ryan Evans (* 10. Januar 1982 in Hayward, Kalifornien; † 5. August 2002 in San Diego, Kalifornien) war ein US-amerikanischer Filmschauspieler.

## Leben
Joshua Ryan Evans wurde als Sohn von Chuck und Cheryl Evans in Hayward (Kalifornien) geboren. Er hatte zwei ältere Brüder, von denen der Ältere der beiden, Timothy Michael Evans, im Dezember 1980 im Alter von 8 Jahren, starb. Schon früh wurde bei Evans Achondroplasie diagnostiziert, eine Form des Minderwuchses. Als Jugendlicher wurde er nie größer als 97 Zentimeter.
Evans, der schon immer davon träumte, Schauspieler zu werden, stand 1996 in einer Episode der Sitcom Alle unter einem Dach erstmals vor der Kamera. Weitere Gastauftritte in Serien wie Ally McBeal (1998) oder zuletzt in Eine himmlische Familie (1999) folgten. Seine bekannteste Rolle wurde Evans im Jahr 2000 angeboten, als er in der Filmkomödie Der Grinch, neben Jim Carrey, den jungen Grinch verkörperte. Obwohl Evans erst seit Kurzem im Filmbusiness war, wurde er sowohl für den Young Artist Award, aber auch für den Emmy Award nominiert.
Evans litt zeitlebens an gesundheitlichen Problemen, sodass er in den letzten zwei Jahren seines Lebens keine Filmprojekte mehr wahrnehmen konnte. Dreimal musste er am offenen Herzen operiert werden. Durch Komplikationen des letzten Eingriffs starb Evans im August 2002 im Alter von erst 20 Jahren.

## Filmografie (Auswahl)
- 2000: Der Grinch (How the Grinch Stole Christmas)